# 复制保护
复制保护（英語：Copy protection）也称内容保护（content protection）、防止复制（copy prevention）或复制限制（copy restriction）等，是为防止软件、电影、音乐或其他作品被复制而付出的行动，通常出于版权保护目的。世界上已设计众多方法来遏止复制，以使每个人都购买公司产品的合法授权副本，使公司收益。仅在1990年代的美国，非授权的复制和分发就造成了24亿美元的收入损失，并被认为对音乐和电子游戏产业的收入造成影响，导致提出保护知识产权法案（PIPA）等更为严格的版权法。部分复制保护方法因给消费者造成不便或悄悄安装额外或不必要的复制检测软件而遭到了批评。在保护消费者权益的同时进行有效的版权保护仍是媒体出版界的一个持续问题。

## 反盗版文件分享
在现代科技社会，版权侵犯经常通过檔案分享实现。据2011年统计，侵权内容约占互联网流量的23.8%。为减少此种情况，各个媒体公司都会发出數字千年版權法（DMCA）删除通知、提起诉讼以及对文件共享服务的提供者提起刑事诉讼。